# Jiří Adam
Jiří Adam, född den 12 oktober 1950 i Prag, Tjeckien, är en tjeckoslovakisk idrottare inom modern femkamp och fäktning.
Han tog OS-silver i lagtävlingen i samband med de olympiska tävlingarna i modern femkamp 1976 i Montréal.